# Tarakańce (rejon solecznicki)
Tarakańce (lit. Tarakonys) − wieś na Litwie, w gminie rejonowej Soleczniki, 2 km na południowy zachód od Kamionki, zamieszkana przez 27 ludzi. Przed II wojną światową w Polsce, w powiecie wileńsko-trockim województwa wileńskiego.